# 蒯姓
蒯姓，是中文姓氏之一，在《百家姓》中排第395位。

## 字源
“蒯”是一个历经了形体讹变的字，在小篆中写作“𦳋”。《说文解字·艸部》：“𦳋，艸也。从艸，㕟声。”其声符“㕟”或由“㕢”字所从之“𣦻”讹变而来。由于造字理据早已模糊，“蒯”字又容易误写作“剻”。

## 延伸阅读
[在维基数据编辑]
 《百家姓》
 《欽定古今圖書集成·明倫彙編·氏族典·蒯姓部》，出自陈梦雷《古今圖書集成》